# جک و لوبیای سحرآمیز (فیلم ۱۹۷۴)
جک و لوبیای سحرآمیز (انگلیسی: Jack and the Beanstalk) انیمیشن بلند ژاپنی در سبک موزیکال است که در سال ۱۹۷۴ منتشر شد. این فیلم بر اساس قصه‌ای با همین نام با فیلمنامه‌ای از شوجی هیرامی ساخته شده است.

## دوبله فارسی
- جک (ناهید امیریان)
- پرنسس مارگریت (نادره سالارپور)
- زن جادوگر (ژاله علو)
- تولیپ غول‌پیکر و مرد لوبیافروش (صادق ماهرو)
- دکلمه‌ها (اکبر منانی)